# A szégyen tizenöt perce (Family Guy)
A szégyen tizenöt perce (angolul Fifteen Minutes of Shame, további ismert magyar címe: 15 percnyi égés ) a Family Guy második évadjának a tizenkettedik része. Összességében ez a tizenkilencedik rész. Az epizódot először az amerikai FOX csatorna mutatott be 1999. április 25-én, egy héttel a tizenegyedik epizód után. Magyarországon a Comedy Central mutatta be 2008. november 6-án.
A cím Andy Warhol híres mondásának (A jövőben mindenki híres lehet tizenöt percre) a kifordítása.
|  | Alább a cselekmény részletei következnek! |

## Cselekmény
Peter játssza a varázskagyló szerepét a Quahog alapításának 360 éves évfordulójára rendezett Kagylós Napok ünnepségen. Az ünnepséget Adam West polgármester vezeti. Meg zavarba jön, amikor egy gonosz hullám ellopja Peter kagyló jelmezét, és meztelenül sodródik partra. Meg később is kínos helyzetbe kerül, amikor apja a benzinkúton még mindig meztelenül megy fizetni, ahol is találkozik a szomszédban lakó Kevin Swansonnal, akinek megmutatja Meget. Meg úgy dönt, hogy pizsama partit rendez a barátaival. Lois meghallja, hogy a gyerekek játszanak, és ő is beszáll, ami a gyerekek nemtetszését váltja ki. Meg észreveszi, hogy Chris rejtőzködik a kanapé mögött. Az utolsó csepp a pohárban, amikor Peter és Lois pajzánkodása lehallatszik a nappaliba, ahol a lányok alszanak. Meg cselekvésre szánja el magát: meghívatja a családot az Újra a Diane! című kibeszélő show-ba, hogy elmondja a családi gondjait. De ahelyett, hogy megoldódnának a gondok, Peter beleegyezik, hogy bekamerázzák a házukat, és onnan közvetítsék fél éven keresztül a The Real Live Griffins című valóságshow-t.
Meg nem bírja sokáig a kamerákat, és elhagyja a családját majd a show-t is. Helyét egy szexi tini veszi át. Később az egész család elhagyja a show-t és helyettes színészek veszik át a szerepeket. A család ezalatt egy motelben húzza meg magát a szerződés lejártáig.
Peter egy fagylaltot ad Megnek, amikor ő is csatlakozik a családhoz. Az epizód végén Meg a naplóját írja egy laptopon. Stewie lecseréli Meg utolsó mondatát az eredeti „de nem is lehetnék ennél boldogabb” helyett arra, hogy „de előbb-utóbb úgyis KINYÍROM MINDEGYIKÜKET”.

## Külső hivatkozások
- A szégyen tizenöt perce az Internet Movie Database-ben (angolul)
- A szégyen tizenöt perce a Rotten Tomatoeson (angolul)
- A szégyen tizenöt perce a Box Office Mojón (angolul)